# Макконнелл (авіабаза)
Авіаба́за Макконнелл (англ. McConnell Air Force Base, (IATA: IAB, ICAO: KIAB, FAA ідент. місц.: IAB) — діюча військово-повітряна база Повітряних сил США, розташована за 6 км на південний схід від центрального ділового району Вічити, міста в окрузі Седжвік, штат Канзас, США. Авіабазу було названо на честь братів Фреда та Томаса Макконнелл з Вічити, обидва були пілотами Повітряних сил та ветеранами Другої світової війни. Тут дислокується 22-ге авіаційне крило дозаправлення Командування повітряної мобільності, 931-ше авіаційне заправне крило Резервного командування Повітряних сил та 184-те авіаційне крило Повітряних сил Національної гвардії Канзасу.
Головна місія авіабази Макконнелл — охоплення повітряного забезпечення у глобальному масштабі, здійснюючи дозаправку в повітрі та авіаперевезення куди завгодно і тоді, коли це необхідно.

## Дислокація
Військова база є постійним пунктом дислокації
- 22-ге авіакрило дозаправлення, 18-та повітряна армія, Транспортне командування ПС (KC-135R; KC-46 Pegasus)
- 931-ше авіакрило дозаправлення, 4-та повітряна армія, Резерв ПС (KC-135R Stratotanker)
- 184-те розвідувальне крило, ПС Національної гвардії, KS ANG

## Галерея

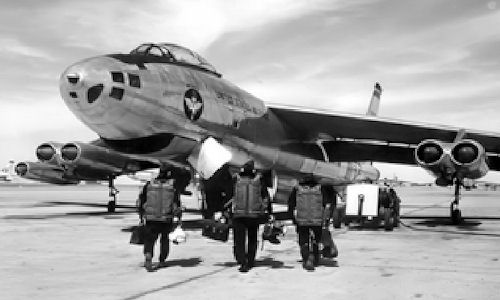
Реактивний стратегічний бомбардувальник B-47 «Стратоджет» на авіабазі. 1955
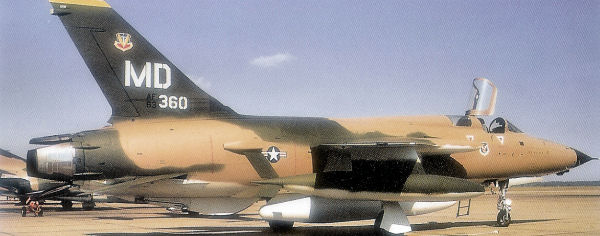
Винищувач-бомбардувальник F-105 «Тандерчіф». 1970
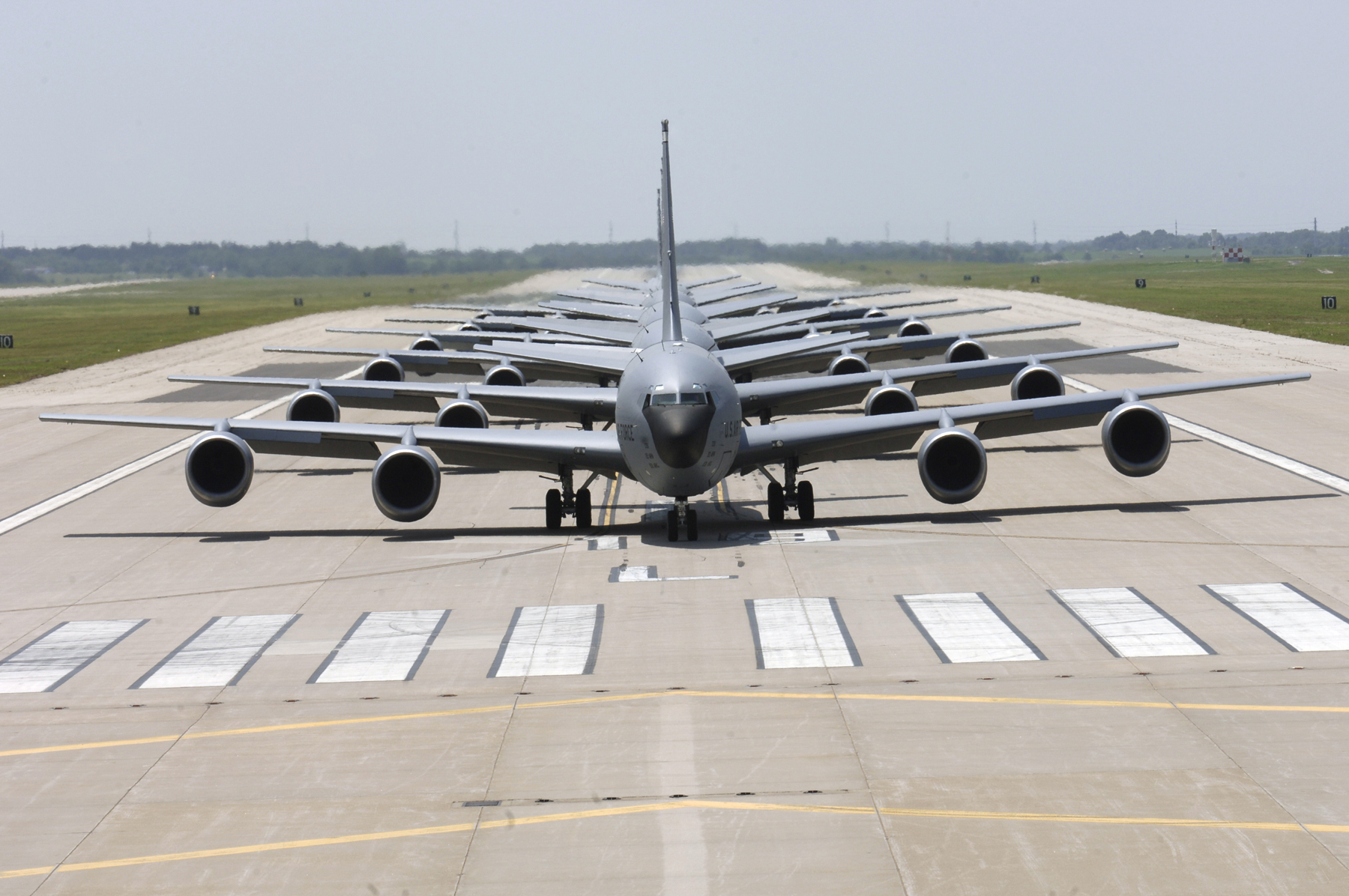
Шість літаків KC-135 «Стратотанкер» у формуванні «слонової ходи» під час руління по злітно-посадковій смузі на навчаннях. 2007
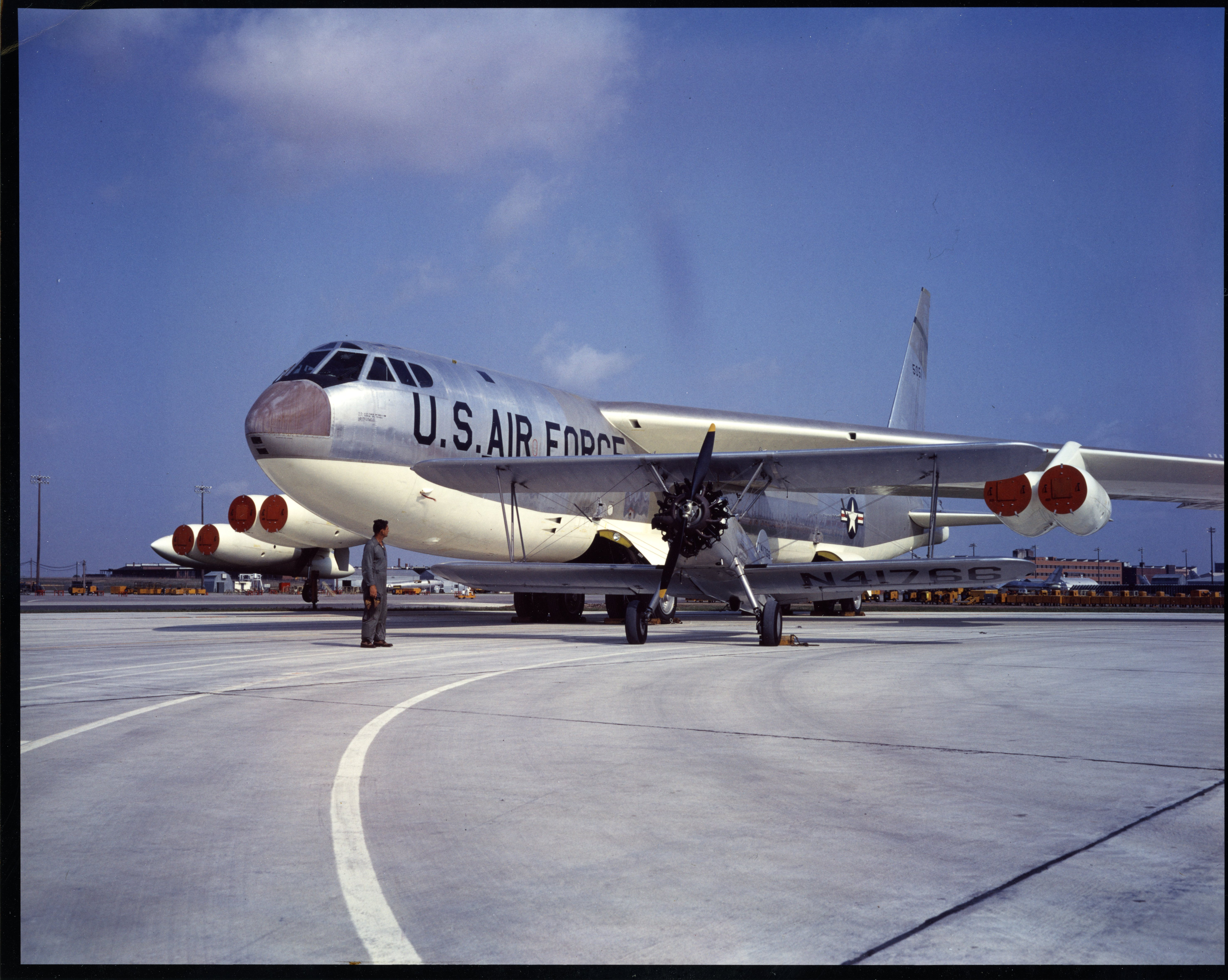
Надважкий стратегічний бомбардувальник B-52 «Стратофортресс» разом з біпланом Kaydet на злітній смузі авіабази. 22 травня 2012
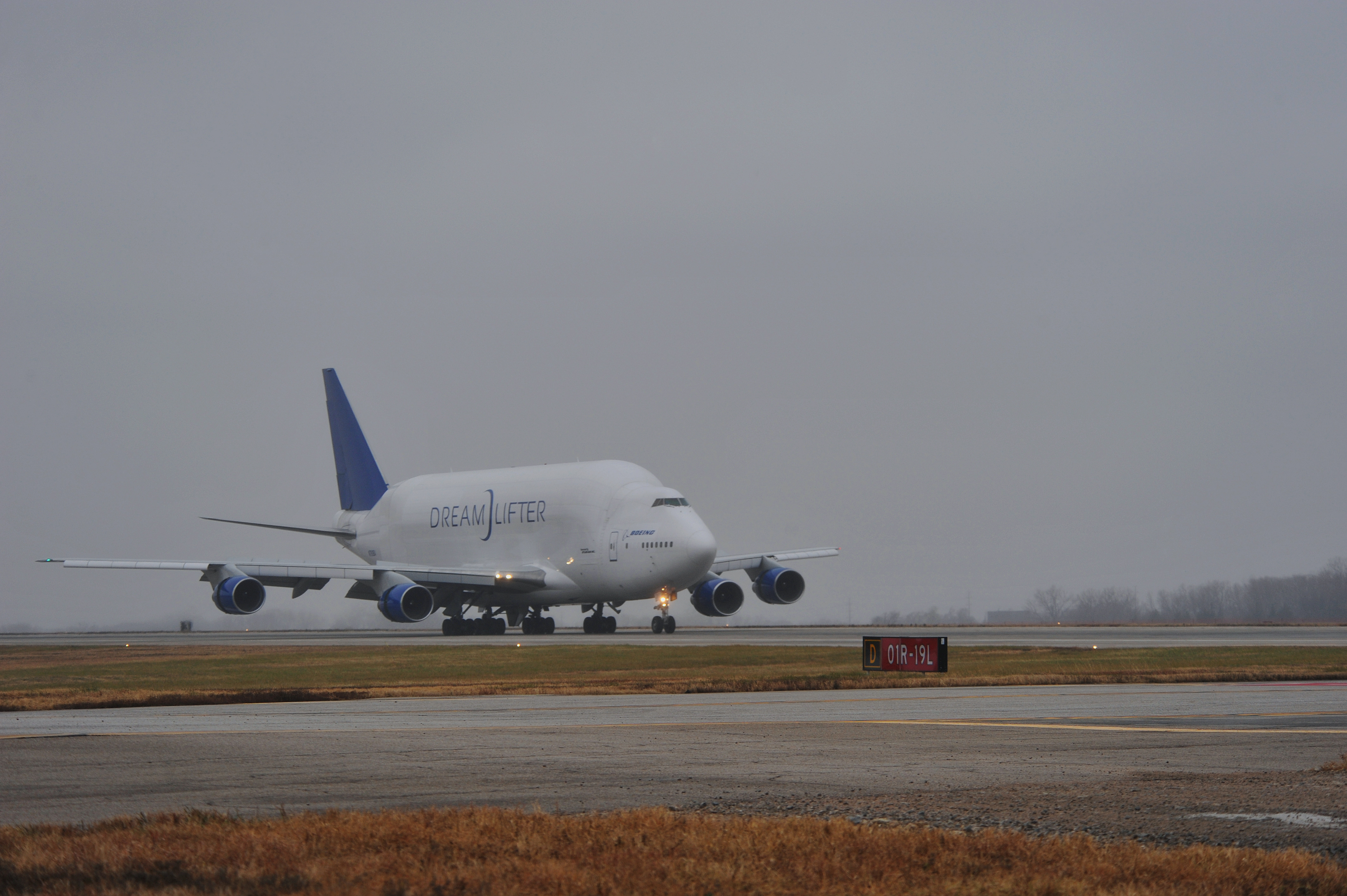
Широкофюзеляжний транспортний літак Boeing Dreamlifter в момент приземлення на авіабазу Макконнелл. 21 листопада 2013
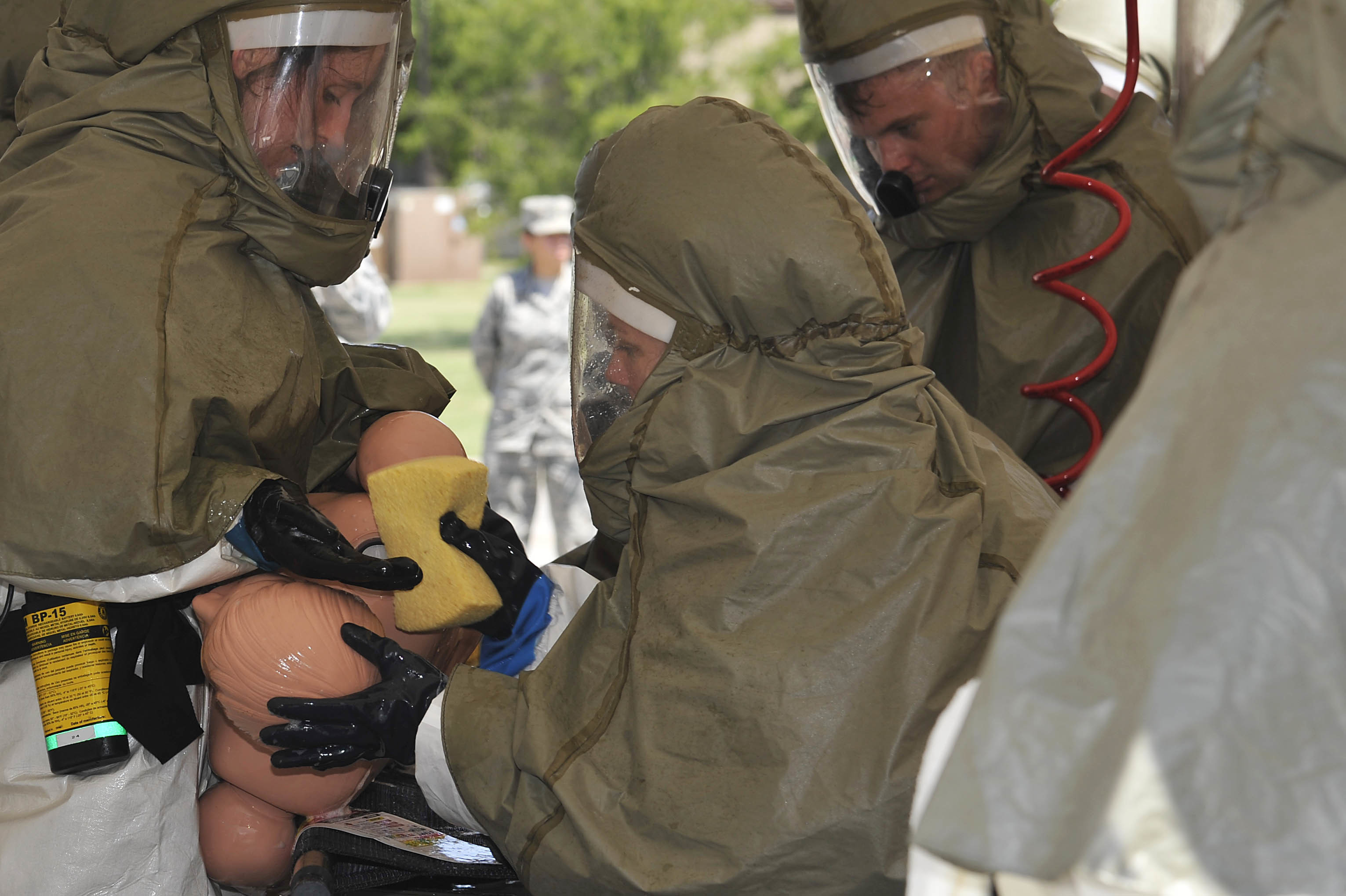
Особовий склад авіабази при проведення занять з РХБ захисту. 4 серпня 2016